# Cornac
Cornac è un comune francese di 364 abitanti situato nel dipartimento del Lot nella regione dell'Occitania.

## Geografia
Il comune di Cornac si trova nel nord-est del dipartimento del Lot, vicino a Corrèze. Il suo territorio comunale si trova a cavallo tra la zona carsica detta causse e la regione silicea dei Ségala lotois. Da questa particolare posizione geografica emerge una dualità paesaggistica, un tempo molto marcata, tra i vigneti della causse e i castagneti del Ségala. la zona è attraversata dal Mamoul, un affluente della Dordogna.

## Società

### Evoluzione demografica
Abitanti censiti